# Lijst van bruggen in het Brussels Hoofdstedelijk Gewest
Dit is een lijst van bruggen in het Brussels Hoofdstedelijk Gewest.

## Kanaalovergangen

### Kanaal Charleroi-Brussel
| Afbeelding | Naam                            | Type           | Openingsdatum        |
| ---------- | ------------------------------- | -------------- | -------------------- |
|            | Paepsembrug                     | Liggerbrug     | 1965                 |
|            | Klein Eilandbrug / Marchantbrug | Liggerbrug     | 1936                 |
|            | Kuregembrug                     | Liggerbrug     | 1942                 |
|            | Anderlechtse Vierendeelbrug     | Vierendeelbrug | 1931                 |
|            | Metrostation Delacroix          | Liggerbrug     | 4 september 2006     |
|            | Ropsy-Chaudronbrug              | Liggerbrug     | 1933                 |
|            | Godshuizenbrug                  | Hefbrug        | 1934                 |
|            | Gosseliesbrug                   | Hefbrug        | 1944 5 februari 2021 |
|            | Loredana Marchiloopbrug         | Liggerbrug     | 4 september 2021     |
|            | Brug van de Vlaamse Poort       | Liggerbrug     | 1942                 |
|            | Fatima Mernissiloopbrug         | Liggerbrug     | 4 september 2021     |
|            | Sainctelettebrug                | Liggerbrug     |                      |

### Kanaal Brussel-Willebroek
- Suzan Danielbrug
- Redersbrug
- Lakenbrug
- Van Praetbrug
- Budabrug
- Viaduct van Vilvoorde (gelegen in het Vlaams Gewest)

## Bruggen van straten over straten (pleinen)
- Gerechtspleinbrug
- Sobieskibrug (of Koloniale Brug), brug van Witte Acacialaan over de Jan Sobieskilaan
- Brug Emile Delvastraat over de Gasstraat
- Maalbeekbrug Wetstraat over de Etterbeeksesteenweg
- Helmetsesteenwegbrug, brug Lambermontlaan over de Helmetsesteenweg
- Haachtsesteenwegbrug, brug Lambermontlaan over de Haachtsesteenweg
- Gray-Kroonbrug over de Graystraat
- Passerelle 58 over de Madridlaan en A12

Afgebroken: Reyersviaduct

## Bruggen over spoorwegen
- Teichmannbrug